# Ronde van Frankrijk 1961
| Route van de Ronde van Frankrijk 1961. |                     |              |
| Eindklassement                         |                     |              |
| Algemeen klassement                    | Jacques Anquetil    | 122u 01' 33" |
| Tweede                                 | Guido Carlesi       | + 12' 14"    |
| Derde                                  | Charly Gaul         | + 12' 16"    |
| Vierde                                 | Imerio Massignan    | + 15' 59"    |
| Vijfde                                 | Hans Junkermann     | + 16' 09"    |
| Zesde                                  | Fernando Manzaneque | + 16' 27"    |
| Zevende                                | José Pérez Francés  | + 20' 41"    |
| Achtste                                | Jean Dotto          | + 21' 44"    |
| Negende                                | Eddy Pauwels        | + 26' 57"    |
| Tiende                                 | Jean Adriaensens    | + 28' 05"    |
| Rode Lantaarn                          | André Geneste (72e) | + 4h 13' 56" |
| Puntenklassement                       | André Darrigade     | 174 punten   |
| Tweede                                 | Jean Gainche        | 169 punten   |
| Derde                                  | Guido Carlesi       | 148 punten   |
| Bergklassement                         | Imerio Massignan    | 95 punten    |
| Tweede                                 | Charly Gaul         | 61 punten    |
| Derde                                  | Hans Junkermann     | 48 punten    |
| Ploegenklassement                      | Frankrijk           | -            |
| Tweede                                 | België              | -            |
| Derde                                  | Italië              | -            |

De 48e editie van de Ronde van Frankrijk ging van start op 25 juni 1961 in Rouen en eindigde op 16 juli in Parijs. Er stonden 132 renners verdeeld over 12 ploegen aan de start.
- Aantal ritten: 21
- Totale afstand: 4397 km
- Gemiddelde snelheid: 36,033 km/u
- Aantal deelnemers: 132
- Aantal uitgevallen: 60

## Belgische en Nederlandse prestaties
In totaal namen er 11 Belgen en 11 Nederlanders deel aan de Tour van 1961.

### Belgische etappezeges
- Emile Daems won de 3e etappe van Roubaix naar Charleroi.
- Jef Planckaert won de 6e etappe van Straatsburg naar Belfort.
- Michel Van Aerde won de 12e etappe van Antibes-Juan les Pins naar Aix-en-Provence.
- Eddy Pauwels won de 14e etappe van Montpellier naar Perpignan en de 17e etappe van Luchon naar Pau.
- Martin Van Geneugden won de 18e etappe van Pau naar Bordeaux.

### Nederlandse etappezeges
- In 1961 was er geen Nederlandse etappeoverwinning

## Etappe-overzicht
- 1ae Etappe Rouen - Versailles: André Darrigade (Fra)
- 1be Etappe Versailles - Versailles: Jacques Anquetil (Fra)
- 2e Etappe Pontoise - Roubaix: André Darrigade (Fra)
- 3e Etappe Roubaix - Charleroi: Emile Daems (Bel)
- 4e Etappe Charleroi - Metz: Anatole Novak (Fra)
- 5e Etappe Metz - Straatsburg: Louis Bergaud (Fra)
- 6e Etappe Straatsburg - Belfort: Jef Planckaert (Bel)
- 7e Etappe Belfort - Châlon-sur-Saône: Jean Stablinski (Fra)
- 8e Etappe Châlon-sur-Saône - Saint-Étienne: Jean Forestier (Fra)
- 9e Etappe Saint-Étienne - Grenoble: Charly Gaul (Lux)
- 10e Etappe Grenoble - Turijn: Guy Ignolin (Fra)
- 11e Etappe Turijn - Antibes/Juan-les-Pins: Guido Carlesi (Ita)
- 12e Etappe Antibes/Juan-les-Pins - Aix-en-Provence: Michel Van Aerde (Bel)
- 13e Etappe Aix-en-Provence - Montpellier: André Darrigade (Fra)
- 14e Etappe Montpellier - Perpignan: Eddy Pauwels (Bel)
- 15e Etappe Perpignan - Toulouse: Guido Carlesi (Ita)
- 16e Etappe Toulouse - Luchon-Superbagnères: Imerio Massignan (Ita)
- 17e Etappe Luchon - Pau: Eddy Pauwels (Bel)
- 18e Etappe Pau - Bordeaux: Martin Van Geneugden (Bel)
- 19e Etappe Bergerac - Périgueux: Jacques Anquetil (Fra)
- 20e Etappe Périgueux - Tours: André Darrigade (Fra)
- 21e Etappe Tours - Parijs: Robert Cazala (Fra)

## Trivia
Nadat Anquetil in de eerst etappe de gele trui heeft veroverd, heeft hij hem tot de finish in Parijs niet meer afgestaan. Slechts enkele renners deden hem dit voor: Ottavio Bottecchia (1924), Nicolas Frantz (1928) en Romain Maes (1935)..

## In populaire cultuur
Van 1947 tot en met 1964 tekende de Belgische striptekenaar Marc Sleen een jaarlijks humoristisch verslag van alle ritten van de Ronde van Frankrijk in zijn stripreeks  De Ronde van Frankrijk Ook de Tour van 1961 was hierbij.
 winnaars gele trui · 
 puntenklassement · 
 bergklassement · 
 jongerenklassement · 
 tussensprintklassement · 
 combinatieklassement · 
 ploegenklassement · 
 strijdlust · 
rode lantaarn
records · meeste deelnames · ranglijst etappewinnaars · bekende beklimmingen · valpartijen · dopinggevallen · Grand Départ · Souvenir Henri Desgrange
1903 · 
1904 · 
1905 · 
1906 · 
1907 · 
1908 · 
1909 · 
1910 · 
1911 · 
1912 · 
1913 · 
1914 ·
1915 ·
1916 ·
1917 ·
1918 · 
1919 · 
1920 · 
1921 · 
1922 · 
1923 · 
1924 · 
1925 · 
1926 · 
1927 · 
1928 · 
1929 · 
1930 · 
1931 · 
1932 · 
1933 · 
1934 · 
1935 · 
1936 · 
1937 · 
1938 · 
1939 · 
1940 ·
1941 ·
1942 ·
1943 ·
1944 ·
1945 ·
1946 ·
1947 · 
1948 · 
1949 · 
1950 · 
1951 · 
1952 · 
1953 · 
1954 · 
1955 · 
1956 · 
1957 · 
1958 · 
1959 · 
1960 · 
1961 · 
1962 · 
1963 · 
1964 · 
1965 · 
1966 · 
1967 · 
1968 · 
1969 · 
1970 · 
1971 · 
1972 · 
1973 · 
1974 · 
1975 · 
1976 · 
1977 · 
1978 · 
1979 · 
1980 · 
1981 · 
1982 · 
1983 · 
1984 · 
1985 · 
1986 · 
1987 · 
1988 · 
1989 · 
1990 · 
1991 · 
1992 · 
1993 · 
1994 · 
1995 · 
1996 · 
1997 · 
1998 · 
1999 · 
2000 · 
2001 · 
2002 · 
2003 · 
2004 · 
2005 · 
2006 · 
2007 · 
2008 · 
2009 · 
2010 · 
2011 · 
2012 · 
2013 · 
2014 · 
2015 · 
2016 · 
2017 · 
2018 · 
2019 ·
2020 · 
2021 · 
2022 · 
2023 · 
2024 · 
2025